# Hypoponera perplexa
Hypoponera perplexa är en myrart som först beskrevs av Mann 1922.  Hypoponera perplexa ingår i släktet Hypoponera och familjen myror. Inga underarter finns listade i Catalogue of Life.